# Nyctycia pectinata
Nyctycia pectinata är en fjärilsart som beskrevs av Max Wilhelm Karl Draudt 1950. Nyctycia pectinata ingår i släktet Nyctycia och familjen nattflyn. Inga underarter finns listade i Catalogue of Life.